# Olgovka (oblast de Koursk)
Olgovka (en russe : Ольговка) est un village du selsoviet d'Olgovka du raïon de Korenevo dans l'oblast de Koursk, en Russie. Sa population s'élevait à 571 habitants au recensement de 2021.

## Géographie
Le village d'Olgovka se situe dans l'oblast de Koursk, un oblast de la partie européenne de la Russie. Le village fait partie du raïon de Korenevo, avec Korenevo comme centre administratif. Il se trouve dans le selsoviet d'Olgovka, une municipalité dont il est le chef-lieu.

## Démographie
Recensements (*) et estimations de la population :
| 2002 * | 2010* | 2021* | - |
| ------ | ----- | ----- | - |
| 814    | 674   | 571   | - |